# Ducado de Livonia
El Ducado de Livonia (en polaco: Księstwo Inflanckie; en lituano: Livonijos kunigaikštystė; en latín: Ducatus Ultradunensis; en estonio: Üleväina-Liivimaa hertsogkond; en letón: Pārdaugavas hercogiste; también se conoce como Livonia polaca o Inflanty) era un territorio del Gran Ducado de Lituania —y más tarde la Mancomunidad de Polonia–Lituania— que existió desde 1561 hasta 1621. Corresponde a las actuales zonas del norte de Letonia y el sur de Estonia.

## Historia
Livonia había sido parte del Gran Ducado de Lituania a partir de 1561, desde que la Orden de Livonia fue secularizada por la Unión de Vilna y que la Confederación de Livonia fuera disuelta durante las Guerras Livona. Parte de Livonia, formó el Ducado de Curlandia y Semigalia, mientras que la parte suroeste de la actual Estonia y la parte noreste de la actual Letonia, que cubre lo que es ahora Vidzeme y Latgale, fueron cedidas a la Gran Ducado de Lituania.
En 1566, fue declarado como el Ducado de Livonia de acuerdo con el Tratado de Unión entre los terratenientes de Livonia y autoridades de Lituania; Jan Hieronimowicz Chodkiewicz se convirtió en el primer Gobernador del Ducado (1566-1578) en el Castillo de Sigulda. Fue una provincia del Gran Ducado de Lituania hasta 1569. Después de la Unión de Lublin en 1569, se convirtió en un condominio de la Corona real de Polonia y el Gran Ducado.
La mayor parte del Ducado fue conquistada por el Imperio sueco durante las Guerras polaco-suecas, y sus ganancias se reconocen en la Tregua de Altmark en 1629. La Mancomunidad retuvo el sureste del Voivodato de Wenden, cambiando su nombre a Inflanty Voivodato (Voivodato de Livonia) con su capital en Daugavpils (Dyneburg), hasta la Primera partición de Polonia en 1772, cuando fue anexionada por Catalina la Grande del Imperio ruso. El título de "Gran Duque de Livonia" se agregó al gran título de los posteriores Emperadores rusos.

## Divisiones administrativas
- Voivodato de Dorpat (Dorpat) desde 1598 a 1620
- Voivodato de Parnawa (Parnawa) desde 1598 a 1620
- Voivodato de Wenden (Wenden) desde 1598 a 1620